# Balzar Wuchters
Balzar Wuchters var en svensk målare och kyrkomålare verksam under 1600-talet.
Wuchters var troligen bosatt i Uddevalla och signerade sina målningar med B.W. För Långelandas kyrka utstofferade han en altartavla 1666 och för Bro gamla kyrka utförde han en altarmålning 1667 samt en altarmålning till Röra kyrka. Till Grinneröds kyrka utförde han målningen Herdarnas tillbedjan. 